# Chrònica o hystoria de Espanya
Chrònica o hystoria de Espanya és una obra de Pere Miquel Carbonell i de Soler (1434-1517), arxiver i notari. L'obra va ser impresa l'any 1547 per Carles Amorós i Joanot Carles Amorós, pare i fill, impressors de Barcelona, trenta anys després de la mort de l'autor. És el document imprès més antic conservat a la Biblioteca de l'Arxiu Històric de Girona.
Pere Miquel Carbonell i de Soler va ser historiador, notari públic de Barcelona i arxiver de l'Arxiu Reial de Barcelona. La seva obra tracta les llegendes dels primers pobladors del país i l'origen nacional de Catalunya. L'arxiver recull les gestes dels reis gods, dels reis de Navarra, dels reis d'Aragó i dels comtes de Barcelona, tot qüestionant la historiografia de l'època. Per a la redacció del llibre, Carbonell es forneix d'algunes cròniques medievals i aprofita la seva condició d'arxiver per utilitzar els fons documentals de l'actual Arxiu de la Corona d'Aragó. Se’l considera el primer historiador català que publica una obra basant-se en la riquesa documental de l'Arxiu Reial de Barcelona.
L'any 1997, l'editorial Barcino va publicar una edició crítica molt completa de l'obra, en dos volums, a càrrec d'Agustí Alcoberro titulada Cròniques d'Espanya.
L'exemplar de l'Arxiu Històric de Girona, tot i estar en força bon estat, no conserva l'enquadernació i els marges dels primers setanta-un fulls estan foradats i estripats.